# Фелікс Погорецький (бургомістр)
Фелікс Погорецький (пол. Feliks Pohorecki; пом. 22 лютого 1896, Тернопіль) — посол Галицького крайового сейму ІІІ і VII каденцій (1870—1876, 1895—1896), бургомістр Тернополя (1894—1896), володів маєтком Дидня (нині Березівського повіту в Підкарпатському воєводстві Польщі).

## Життєпис
Був учителем математики Першої Тернопільської гімназії. Потім став інспектором окружних народних шкіл, а згодом директором гімназії. Був членом польської Центральної національної ради. З IV курії з округу № 27 Дубецько-Березів був обраний на посла ІІІ каденції Галицького крайового сейму (каденція тривала 1870—1876). Склав мандат 13 жовтня 1874 року, а на його місце 24 серпня 1874 обрано священика Войцеха Стемпка. Вже будучи на пенсії, у 1894—1896 роках обіймав посаду бургомістра Тернополя. У 1895 році з ІІІ курії в окрузі Тернопіль обраний на посла Галицького крайового сейму VII каденції (каденція тривала від 1895 до 1901).
Помер 22 лютого 1896 року в Тернополі, похований на Микулинецькому цвинтарі. На місце Погорецького в Галицькому сеймі 1 червня 1896 року обрали Едварда Ріттнера.

## Відзнаки
- Золотий Хрест Заслуги з короною (вручення 28 листопада 1886)[5].